# Stiftelsen för Telematikens utveckling
Stiftelsen för Telematikens utveckling, eller TU-stiftelsen, är en stiftelse som har som uppdrag att främja Internets utveckling i Sverige.
TU-stiftelsen grundades 1997 av ISOC-SE som en del av avknoppningen av Internetknutpunktsverksamheten vid KTH vid den tidpunkten. Som en del av avknoppningen skapades både TU-stiftelsen och Netnod. I samma tidsperiod grundades även Internetstiftelsen som då grundades med ett dotterbolag NIC-SE liknande den struktur som TU och Netnod har. Dvs, de två stiftelserna Stiftelsen för Telematikens utveckling'och Stiftelsen för Internetinfrastruktur' med respektive dotterbolag grundades i princip samtidigt, där den tidigare tog över nätverks- och driftsfunktionen av Internetknutpunkten på KTHNOC och den senare domänregistreringsfunktionen som Björn Eriksen hade drivit på KTHNOC. 
Ines Uusmann var ansvarig minister under avknoppningsperioden och har på 2020-talet uttryckt att stiftelselösningen var en klok lösning på ett problem som annars hade kunnat bli politiskt spel.
TU-stiftelsen bedriver själv inte så mycket verksamhet, och istället är det ofta dotterbolaget Netnod som syns.

## Fem små hus
TU-stiftelsen har genom en arbetsgrupp drivit projektet Fem små hus som syftar till att ta fram en arkitektur [för elektronisk kommunikation] som förstärker dagens infrastruktur för att uppfylla samhällets krav. Arbetsgruppens resultat finns på Github. 
Målbilden för framtidens robusta kommunikationsarkitektur för ett digitaliserat samhälle i Fem små hus grundar sig i en lasagne-modell uppdelad i tjänster (för användare), Internetaccess, och aktiv och passiv infrastruktur. Grundtanken bakom projektet är att kommunikation i princip är viktigare att hålla igång än allt annat i en krissituation. 